# Copa del Mundo de Esquí Alpino de 2018-19

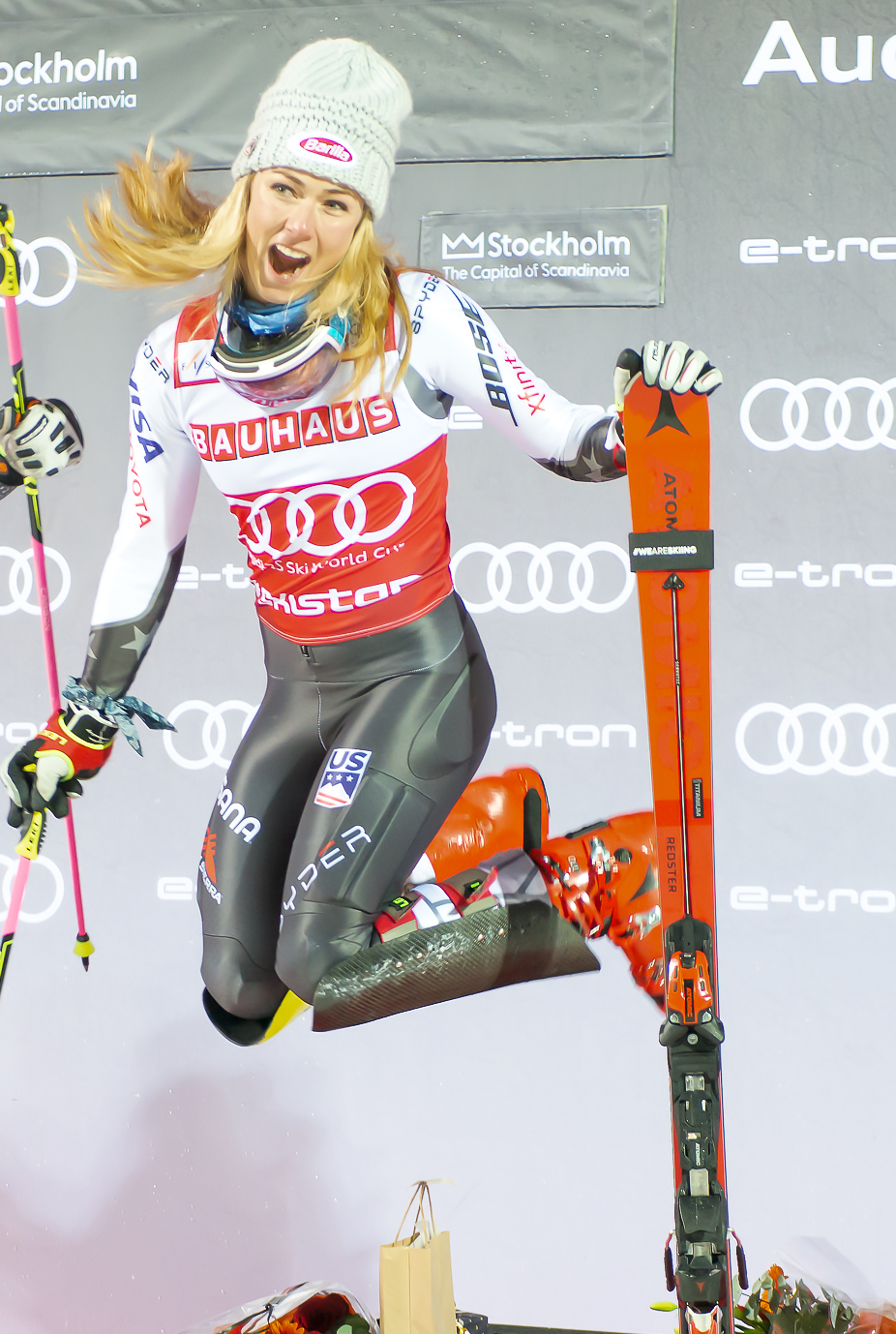
Esquí

La Copa del Mundo de Esquí Alpino de 2018-19 fue la 53.ª edición de este evento, se llevó a cabo desde el 27 de octubre de 2018 al 17 de marzo de 2019 bajo la organización de la Federación Internacional de Esquí. El ganador en categoría masculina fue el austriaco Marcel Hirscher y en categoría femenina la estadounidense Mikaela Shiffrin.

## Hombres

### Resultados
| Fecha                   | Localidad                        | Tipo | Ganador                 | Segundo               | Tercero                                                  |
| ----------------------- | -------------------------------- | ---- | ----------------------- | --------------------- | -------------------------------------------------------- |
| 18 de noviembre de 2018 | Levi, Finlandia                  | SL   | Marcel Hirscher         | Henrik Kristoffersen  | André Myhrer                                             |
| 24 de noviembre de 2018 | Lake Louise, Canadá              | DH   | Max Franz               | Christof Innerhofer   | Dominik Paris                                            |
| 25 de noviembre de 2018 | Lake Louise, Canadá              | SG   | Kjetil Jansrud          | Vincent Kriechmayr    | Mauro Caviezel                                           |
| 30 de noviembre de 2018 | Beaver Creek, Estados Unidos     | DH   | Beat Feuz               | Mauro Caviezel        | Aksel Lund Svindal                                       |
| 1 de diciembre de 2018  | Beaver Creek, Estados Unidos     | SG   | Max Franz               | Mauro Caviezel        | Aleksander Aamodt Kilde Dominik Paris Aksel Lund Svindal |
| 2 de diciembre de 2018  | Beaver Creek, Estados Unidos     | GS   | Stefan Luitz            | Marcel Hirscher       | Thomas Tumler                                            |
| 8 de diciembre de 2018  | Val-d'Isère, Francia             | GS   | Marcel Hirscher         | Henrik Kristoffersen  | Matts Olsson                                             |
| 14 de diciembre de 2018 | Val Gardena, Italia              | SG   | Aksel Lund Svindal      | Christof Innerhofer   | Kjetil Jansrud                                           |
| 15 de diciembre de 2018 | Val Gardena, Italia              | DH   | Aleksander Aamodt Kilde | Max Franz             | Beat Feuz                                                |
| 16 de diciembre de 2018 | Alta Badia, Italia               | GS   | Marcel Hirscher         | Thomas Fanara         | Alexis Pinturault                                        |
| 17 de diciembre de 2018 | Alta Badia, Italia               | PR   | Marcel Hirscher         | Thibaut Favrot        | Alexis Pinturault                                        |
| 19 de diciembre de 2018 | Saalbach-Hinterglemm, Austria    | GS   | Žan Kranjec             | Loïc Meillard         | Mathieu Faivre                                           |
| 20 de diciembre de 2018 | Saalbach-Hinterglemm, Austria    | SL   | Marcel Hirscher         | Loïc Meillard         | Henrik Kristoffersen                                     |
| 22 de diciembre de 2018 | Madonna di Campiglio, Italia     | SL   | Daniel Yule             | Marco Schwarz         | Michael Matt                                             |
| 28 de diciembre de 2018 | Bormio, Italia                   | DH   | Dominik Paris           | Christof Innerhofer   | Beat Feuz                                                |
| 29 de diciembre de 2018 | Bormio, Italia                   | SG   | Dominik Paris           | Matthias Mayer        | Aleksander Aamodt Kilde                                  |
| 1 de enero de 2019      | Oslo, Noruega                    | PR   | Marco Schwarz           | Dave Ryding           | Ramon Zenhäusern                                         |
| 6 de enero de 2019      | Zagabria Sljeme, Croacia         | SL   | Marcel Hirscher         | Alexis Pinturault     | Manuel Feller                                            |
| 12 de enero de 2019     | Adelboden, Suiza                 | GS   | Marcel Hirscher         | Henrik Kristoffersen  | Thomas Fanara                                            |
| 13 de enero de 2019     | Adelboden, Suiza                 | SL   | Marcel Hirscher         | Clément Noël          | Henrik Kristoffersen                                     |
| 18 de enero de 2019     | Wengen, Suiza                    | KB   | Marco Schwarz           | Victor Muffat Jeandet | Alexis Pinturault                                        |
| 19 de enero de 2019     | Wengen, Suiza                    | DH   | Vincent Kriechmayr      | Beat Feuz             | Aleksander Aamodt Kilde                                  |
| 20 de enero de 2019     | Wengen, Suiza                    | SL   | Clément Noël            | Manuel Feller         | Marcel Hirscher                                          |
| 25 de enero de 2019     | Kitzbühel, Austria               | DH   | Dominik Paris           | Beat Feuz             | Otmar Striedinger                                        |
| 26 de enero de 2019     | Kitzbühel, Austria               | SL   | Clément Noël            | Marcel Hirscher       | Alexis Pinturault                                        |
| 27 de enero de 2019     | Kitzbühel, Austria               | SG   | Josef Ferstl            | Johan Clarey          | Dominik Paris                                            |
| 29 de enero de 2019     | Schladming, Austria              | SL   | Marcel Hirscher         | Alexis Pinturault     | Daniel Yule                                              |
| 2 de febrero de 2019    | Garmisch-Partenkirchen, Alemania | DH   | anulada                 | anulada               | anulada                                                  |
| 3 de febrero de 2019    | Garmisch-Partenkirchen, Alemania | GS   | anulada                 | anulada               | anulada                                                  |
| 19 de febrero de 2019   | Estocolmo, Suecia                | PR   | Ramon Zenhäusern        | André Myhrer          | Marco Schwarz                                            |
| 22 de febrero de 2019   | Bansko, Bulgaria                 | KB   | Alexis Pinturault       | Marcel Hirscher       | Štefan Hadalin                                           |
| 23 de febrero de 2019   | Bansko, Bulgaria                 | SG   | anulada                 | anulada               | anulada                                                  |
| 24 de febrero de 2019   | Bansko, Bulgaria                 | GS   | Henrik Kristoffersen    | Marcel Hirscher       | Thomas Fanara                                            |
| 2 de marzo de 2019      | Lillehammer, Noruega             | DH   | Dominik Paris           | Beat Feuz             | Matthias Mayer                                           |
| 3 de marzo de 2019      | Lillehammer, Noruega             | SG   | Dominik Paris           | Kjetil Jansrud        | Beat Feuz                                                |
| 9 de marzo de 2019      | Kranjska Gora, Eslovenia         | GS   | Henrik Kristoffersen    | Rasmus Windingstad    | Marco Odermatt                                           |
| 10 de marzo de 2019     | Kranjska Gora, Eslovenia         | SL   | Ramon Zenhäusern        | Henrik Kristoffersen  | Marcel Hirscher                                          |
| 13 de marzo de 2019     | Soldeu, Andorra                  | DH   | Dominik Paris           | Kjetil Jansrud        | Otmar Striedinger                                        |
| 14 de marzo de 2019     | Soldeu, Andorra                  | SG   | Dominik Paris           | Mauro Caviezel        | Vincent Kriechmayr                                       |
| 16 de marzo de 2019     | Soldeu, Andorra                  | GS   | Alexis Pinturault       | Marco Odermatt        | Žan Kranjec                                              |
| 17 de marzo de 2019     | Soldeu, Andorra                  | SL   | Clément Noël            | Manuel Feller         | Daniel Yule                                              |

Leyenda:DH = descenso, SG = supergigante, GS = eslalom gigante, SL = eslalom especial, KB = combinada, PR = eslalom paralelo

### Clasificación general final
| Pos. | Nombre                  | Nación  | Puntos |
| ---- | ----------------------- | ------- | ------ |
| 1    | Marcel Hirscher         | Austria | 1546   |
| 2    | Alexis Pinturault       | Francia | 1145   |
| 3    | Henrik Kristoffersen    | Noruega | 1047   |
| 4    | Dominik Paris           | Italia  | 950    |
| 5    | Vincent Kriechmayr      | Austria | 739    |
| 6    | Beat Feuz               | Suiza   | 722    |
| 7    | Mauro Caviezel          | Suiza   | 696    |
| 8    | Aleksander Aamodt Kilde | Noruega | 651    |
| 9    | Marco Schwarz           | Austria | 560    |
| 10   | Manuel Feller           | Austria | 558    |

## Mujeres

### Resultados
| Fecha                   | Localidad                        | Tipo | Ganadora                      | Segunda                           | Tercera               |
| ----------------------- | -------------------------------- | ---- | ----------------------------- | --------------------------------- | --------------------- |
| 27 de octubre de 2018   | Sölden, Austria                  | GS   | Tessa Worley                  | Federica Brignone                 | Mikaela Shiffrin      |
| 17 de noviembre de 2018 | Levi, Finlandia                  | SL   | Mikaela Shiffrin              | Petra Vlhová                      | Bernadette Schild     |
| 24 de noviembre de 2018 | Killington, Estados Unidos       | GS   | Federica Brignone             | Ragnhild Mowinckel                | Stephanie Brunner     |
| 25 de noviembre de 2018 | Killington, Estados Unidos       | SL   | Mikaela Shiffrin              | Petra Vlhová                      | Frida Hansdotter      |
| 30 de noviembre de 2018 | Lake Louise, Canadá              | DH   | Nicole Schmidhofer            | Michelle Gisin                    | Kira Weidle           |
| 1 de diciembre de 2018  | Lake Louise, Canadá              | DH   | Nicole Schmidhofer            | Cornelia Hütter                   | Michelle Gisin        |
| 2 de diciembre de 2018  | Lake Louise, Canadá              | SG   | Mikaela Shiffrin              | Ragnhild Mowinckel                | Viktoria Rebensburg   |
| 8 de diciembre de 2018  | Sankt Moritz, Suiza              | SG   | Mikaela Shiffrin              | Lara Gut-Behrami                  | Tina Weirather        |
| 9 de diciembre de 2018  | Sankt Moritz, Suiza              | PR   | Mikaela Shiffrin              | Petra Vlhová                      | Wendy Holdener        |
| 14 de diciembre de 2018 | Val-d'Isère, Francia             | KB   | anulada                       | anulada                           | anulada               |
| 18 de diciembre de 2018 | Val Gardena, {ITA}}              | DH   | Ilka Štuhec                   | Nicol Delago                      | Ramona Siebenhofer    |
| 19 de diciembre de 2018 | Val Gardena, {ITA}}              | SG   | Ilka Štuhec                   | Nicole Schmidhofer Tina Weirather | -                     |
| 21 de diciembre de 2018 | Courchevel, Francia              | GS   | Mikaela Shiffrin              | Viktoria Rebensburg               | Tessa Worley          |
| 22 de diciembre de 2018 | Courchevel, Francia              | SL   | Mikaela Shiffrin              | Petra Vlhová                      | Frida Hansdotter      |
| 28 de diciembre de 2018 | Semmering, Austria               | GS   | Petra Vlhová                  | Viktoria Rebensburg               | Tessa Worley          |
| 29 de diciembre de 2018 | Semmering, Austria               | SL   | Mikaela Shiffrin              | Petra Vlhová                      | Wendy Holdener        |
| 1 de enero de 2019      | Oslo, Noruega                    | PR   | Petra Vlhová                  | Mikaela Shiffrin                  | Wendy Holdener        |
| 5 de enero de 2019      | Zagabria Sljeme, Croacia         | SL   | Mikaela Shiffrin              | Petra Vlhová                      | Wendy Holdener        |
| 8 de enero de 2019      | Flachau, Austria                 | SL   | Petra Vlhová                  | Mikaela Shiffrin                  | Katharina Liensberger |
| 13 de enero de 2019     | Sankt Anton am Arlberg, Austria  | SG   | anulada                       | anulada                           | anulada               |
| 15 de enero de 2019     | Plan de Corones, Italia          | GS   | Mikaela Shiffrin              | Tessa Worley                      | Marta Bassino         |
| 18 de enero de 2019     | Cortina d'Ampezzo, Italia        | DH   | Ramona Siebenhofer            | Ilka Štuhec                       | Stephanie Venier      |
| 19 de enero de 2019     | Cortina d'Ampezzo, Italia        | DH   | Ramona Siebenhofer            | Nicole Schmidhofer                | Ilka Štuhec           |
| 20 de enero de 2019     | Cortina d'Ampezzo, Italia        | SG   | Mikaela Shiffrin              | Tina Weirather                    | Tamara Tippler        |
| 26 de enero de 2019     | Garmisch-Partenkirchen, Alemania | SG   | Nicole Schmidhofer            | Sofia Goggia                      | Lara Gut-Behrami      |
| 27 de enero de 2019     | Garmisch-Partenkirchen, Alemania | DH   | Stephanie Venier              | Sofia Goggia                      | Kira Weidle           |
| 1 de febrero de 2019    | Maribor, Eslovenia               | GS   | Mikaela Shiffrin Petra Vlhová |                                   | Ragnhild Mowinckel    |
| 2 de febrero de 2019    | Maribor, Eslovenia               | SL   | Mikaela Shiffrin              | Anna Swenn Larsson                | Wendy Holdener        |
| 19 de febrero de 2019   | Estocolmo, Suecia                | PR   | Mikaela Shiffrin              | Christina Geiger                  | Anna Swenn Larsson    |
| 23 de febrero de 2019   | Crans-Montana, Suiza             | DH   | Sofia Goggia                  | Nicole Schmidhofer                | Corinne Suter         |
| 24 de febrero de 2019   | Crans-Montana, Suiza             | KB   | Federica Brignone             | Roni Remme                        | Wendy Holdener        |
| 2 de marzo de 2019      | Sochi, Rusia                     | DH   | anulada                       | anulada                           | anulada               |
| 3 de marzo de 2019      | Sochi, Rusia                     | SG   | anulada                       | anulada                           | anulada               |
| 8 de marzo de 2019      | Špindlerův Mlýn, República Checa | GS   | Petra Vlhová                  | Viktoria Rebensburg               | Mikaela Shiffrin      |
| 9 de marzo de 2019      | Špindlerův Mlýn, República Checa | SL   | Mikaela Shiffrin              | Wendy Holdener                    | Petra Vlhová          |
| 13 de marzo de 2019     | Soldeu, Andorra                  | DH   | Mirjam Puchner                | Viktoria Rebensburg               | Corinne Suter         |
| 14 de marzo de 2019     | Soldeu, Andorra                  | SG   | Viktoria Rebensburg           | Tamara Tippler                    | Federica Brignone     |
| 16 de marzo de 2019     | Soldeu, Andorra                  | SL   | Mikaela Shiffrin              | Wendy Holdener                    | Petra Vlhová          |
| 17 de marzo de 2019     | Soldeu, Andorra                  | GS   | Mikaela Shiffrin              | Alice Robinson                    | Petra Vlhová          |

Leyenda:DH = descenso, SG = supergigante, GS = eslalom gigante, SL = eslalom especial, KB = combinada, PR = eslalom paralelo

### Clasificación general final
| Pos. | Nombre              | Nación         | Puntos |
| ---- | ------------------- | -------------- | ------ |
| 1    | Mikaela Shiffrin    | Estados Unidos | 2204   |
| 2    | Petra Vlhová        | Eslovaquia     | 1355   |
| 3    | Wendy Holdener      | Suiza          | 1079   |
| 4    | Viktoria Rebensburg | Alemania       | 814    |
| 5    | Nicole Schmidhofer  | Austria        | 771    |
| 6    | Federica Brignone   | Italia         | 764    |
| 7    | Ragnhild Mowinckel  | Noruega        | 675    |
| 8    | Frida Hansdotter    | Suecia         | 654    |
| 9    | Stephanie Venier    | Austria        | 528    |
| 10   | Ilka Štuhec         | Eslovenia      | 507    |